# Baltazar Sangchili

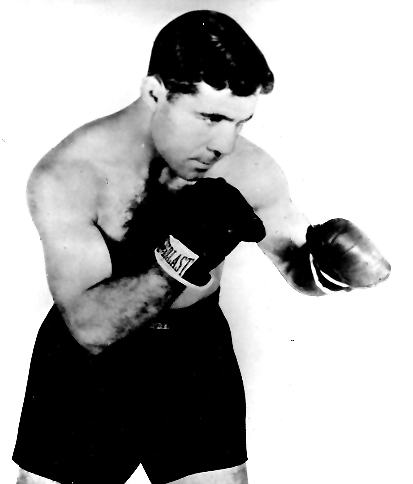
Baltazar Sangchili

Baltazar Sangchili (* 10. Oktober 1911 in Valencianische Gemeinschaft, Spanien; † 2. September 1992) war ein spanischer Boxer im Bantamgewicht. Er wurde von Bertys Remy gemanagt.

## Profikarriere
Seinen Debütkampf gegen seinen Landsmann Antonio Barber verlor Sangchili im Jahre 1928 über 6 Runden einstimmig nach Punkten.
Am 1. Juni 1935 besiegte der Normalausleger Panama Al Brown durch einstimmigen Beschluss und wurde dadurch sowohl Ring Magazine- als auch linearer Weltmeister.
Beide Titel verlor der Spanier am 29. Juni des darauffolgenden Jahres gegen Tony Marino durch klassischen K. o. in der 14. Runde.
Im Jahre 1940 beendete Baltazar Sangchili nach einem T.-K.-o.-Sieg gegen Miguel Safont und einem Punktsieg gegen Jim Alpanes seine Karriere.